# یاتاپ-دونگ
یاتاپ-دونگ (به لاتین: Yatap-dong) یک منطقهٔ مسکونی در کره جنوبی است.